# Ezio Bicocca
Ezio Bicocca (Torino, 24 luglio 1930 – 12 gennaio 2019) è stato un ciclista su strada italiano, professionista dal 1952 al 1956. L'unico successo che colse in carriera fu la vittoria alla Coppa Agostoni 1952.

## Palmarès
- 1952 (Fréjus, una vittoria)

Coppa Agostoni

## Piazzamenti

### Classiche monumento
- Milano-Sanremo

1953: 63º
- Giro di Lombardia

1952: 73º
1955: 11º